# Артема (апостол от 70)
Арте́ма (Арфема, Артем; др.-греч. Ἀρτεμᾶς), епископ Листрийский — апостол из числа семидесяти (I век). В «Ерминии» Дионисия Фурноаграфиота об Артеме сказано: «молод, с остроконечною бородою».
День памяти отмечается 13 марта, 30 октября (12 ноября) — с апостолами от 70-ти: Тертием, Марком и Иустом, и 4 (17) января — в Соборе 70-ти апостолов. Память, закреплённая сейчас за днём 30 октября, встречается в месяцесловах также и под другими числами года. Отдельное последование Артеме неизвестно.

## Житие
Артема упоминается апостолом Павлом в Послании к Титу (Тит. 3:12) как один из его учеников. Он посылает его на Крит вместо св. Тита, пока последний находился при апостоле Павле в Никополе, возможно, чтобы временно возглавить общину в отсутствие Тита.
О жизни и смерти Артемы почти ничего не известно, но из Послания ап. Павла Титу видно, что Артема пользовался у него большим доверием. Имя Артемы встречается во всех апостольских списках. Константинопольский синаксарь и славянские Четьи-Минеи сообщают, что Артема был епископом Листры в Исаврии, на границе с Ликаонией.